# Camisano
Camisano är en ort och kommun i provinsen Cremona i regionen Lombardiet i Italien. Kommunen hade 1 245 invånare (2018).